# Comicverlag
Ein Comicverlag ist ein Verlag, der sich auf die Veröffentlichung von Comics spezialisiert hat. Er koordiniert dabei die Vervielfältigung und den Vertrieb eines Werkes. Dabei unterscheidet sich die Tätigkeit eines Comicverlags je nachdem, welche Art von Comics er herausgibt. Große Serienproduzenten, die ihre Comics in Heftform zu regelmäßigen Erscheinungsterminen herausgeben (etwa Reihen wie Batman oder auch Micky Maus), arbeiten ähnlich wie ein Zeitschriftenverlag. Verlage, die vorwiegend Alben oder Graphic Novels einzelner Künstler in unregelmäßiger Erscheinungsweise produzieren, orientieren sich hingegen eher an der Arbeitsweise eines Buchverlags.